# Nagy Dionüszia
A Nagy Dionüszia az ókori Görögország egyik legnagyobb ünnepe volt. A napon a bor és mámor istenét, Dionüszoszt ünnepelték, és őt éltető versek, énekek (dithüramboszok) születtek. A Nagy Dionüszia ünnepén drámabemutatókat tartottak. A drámabemutatókon három tragédiaszerző 1-1 tetralógiáját, vagyis 3 tragédiából és egy szatírjátékból álló alkotását adták elő a színházban. A győztes drámaíró nagy megbecsülésnek örvendett. Érdekesség, hogy az Oidipusz király című tragédia, az ókori görög színház talán legismertebb darabja, csak 2. helyezést ért el a drámabemutatón. A Nagy Dionüszia ünnepét március végén, április elején tartották. A Nagy Dionüszia drámabemutatóiból fejlődött ki a mai színház.